# CMプランナー
CMプランナーはCMの企画を考案する。クライアントからオリエンテーションを受けたのち、広告戦略に基づき企画コンテ、ストーリーボードを作る仕事。
広告会社のプランナーまたは、実務を委託された制作会社のプランナーが担務する。クリエイティブ・ディレクターやコピーライターが兼務することもある。広告会社においては、クリエイティブの基本はコピーにあるため、まずはコピーライターからキャリアをスタートし後にCMプランニングに携わる、というのが一般的。
CM制作の現場では、プロデューサーが制作現場の総監督として予算、スケジュール、クオリティの管理、スタッフのマネジメントを行い、CMプランナーが企画を、CMディレクターが現場監督として演出を手掛ける。

## おもなCMプランナー
- 麻生哲朗
- 岡康道
- 黒須美彦
- 澤本嘉光
- 篠原誠
- 高崎卓馬
- 東畑幸多
- 多田琢
- 長久允
- 福里真一
- 前田康二
- 山崎隆明
- 横澤宏一郎

## 参考
- TYO　広告業界の主な職種（CM業界）
- 宣伝会議 CMプランニング＆ディレクション講座